# 日産・ハイパフォーマンスセンター
日産ハイパフォーマンスセンター（にっさんハイパフォーマンスセンター、NISSAN HIGH PERFORMANCE CENTER; NHPC）は、日産・GT-Rの販売・サービス体制の充実を目的として160か所に設置された日産自動車の販売店である。GT-R復活に際し、国土交通省から違法改造防止対策を求められていたため設置した。

## 概要
高度な技術水位で生産されるGT-Rに対し、メンテナンスとアドバイジングを目的に設置される特別サービススポットである。3週間の特別教育訓練を受けた認定テクニカル・スタッフと特別教育を受けた認定カーライフアドバイザーが常駐している。さらに一部店舗では、GT-R SpecV専用の設備機器を備え、サーキット走行を熟知したスタッフを配備している。
高精度アライメントテスター（CCDカメラ式）や、窒素ガス充填装置などを設置している。
GT-Rの新車販売とサービスの両方を行っている店舗は和歌山県・鳥取県・島根県を除く44都道府県に所在する。44都道府県に所在するハイパフォーマンスセンターの中にはGT-Rの新車販売を取りやめ、サービスのみにした所もある。なお、和歌山県・鳥取県・島根県の3県に所在する全ハイパフォーマンスセンターではGT-Rの新車販売は行っておらず、サービスのみとなる。

## 店舗
店舗一覧は日産ハイパフォーマンスセンター検索を参照。なお、福島県の日産プリンス福島販売、富山県の富山日産モーターニチモ富山城南店、滋賀県の日産プリンス滋賀販売は過去に日産ハイパフォーマンスセンターを設置していたが現在は設置されていない。
神奈川県の日産カレストは神奈川日産への移管の際にハイパフォーマンスセンターの指定が外れたが、2020年に再度指定を受けている。